# Раджу Каджі Шак'я
Раджу Каджі Шак'я (неп. राजुकाजी शाक्य; 7 липня 1960, Дхаран) — непальський футболіст, який грав на позиції нападника. Після закінчення виступів на футбольних полях — непальський футбольний тренер. Відомий за виступами в низці бангладеських клубів, а також у складі національної збірної Непалу, у складі якої брав участь у футбольному турнірі Азійських ігор 1994 року. Як футбольний тренер протягом року тимчасово очоював національну збірну Непалу.

## Клубна кар'єра
Раджу Каджі Шак'я розпочав виступи в дорослому футболі у 1975 році в команді «Нью Роуд Тім», в якій грав до 1985 року. Пізніше футболіст перебрався до Бангладеш, де у 1986—1988 роках грав у складі клубу «Вікторія Спортінг Клаб», пізніше в 1996—1997 роках грав у складі клубу «Іст Енд Клаб», після чого завершив виступи на футбольних полях.

## Виступи за збірну
У 1981 році Раджу Каджі Шак'я дебютував у складі національної збірної Непалу. У складі збірної він двічі ставав переможцем Південноазійських ігор, також ще тричі став призером ігор. У 1994 році Раджу Каджі Шакія брав участь у футбольному турнірі Азійських ігор. У складі збірної грав до 1997 року, загалом провів у її складі 71 матч.

## Тренерська кар'єра
У 2004 році Раджу Каджі Шак'я очолював юнацьку збірну Непалу віком до 17 років. У 2012 році колишній футболіст очоливюнацьку збірну Непалу віком до 20 років, одночасно очоливши клуб «Мачхіндра», з якими працював до 2013 року. У 2013—2014 роках Раджу Каджі Шак'я виконував обов'язки головного тренера національної збірної Непалу. У 2014—2015 роках він очолював клуб «Трі Стар Клаб», а після 2015 року тривалий час очолював клуб «Мананг Маршіянгді».